# Zwischenbergen (Gemeinde St. Veit an der Glan)
Zwischenbergen ist eine Ortschaft in der Gemeinde St. Veit an der Glan im Bezirk Sankt Veit an der Glan in Kärnten, in Österreich. Die Ortschaft hat 0 Einwohner (Stand 1. Jänner 2024). Sie liegt auf dem Gebiet der Katastralgemeinde Niederdorf.

## Lage
Die Ortschaft liegt im Glantaler Bergland im Süden des Bezirks Sankt Veit, umgeben von den beiden Höhenzügen des Muraunbergs und daher zwischen Bergen. Im Franziszeischen Kataster wurden in diesem Bereich die Höfe Wurzer und Schuster sowie die Galgenkeusche verzeichnet. Heute befindet sich dort nur mehr ein ehemaliges Munitionsdepot.

## Geschichte
In der Steuergemeinde Niederdorf liegend, gehörte der Ort in der ersten Hälfte des 19. Jahrhunderts zum Steuerbezirk Karlsberg. Bei Bildung der Ortsgemeinden im Zuge der Reformen nach der Revolution 1848/49 kam Zwischenbergen an die Gemeinde Hörzendorf (die zunächst unter dem Namen Gemeinde Karlsberg geführt wurde), 1972 an die Gemeinde Sankt Veit an der Glan.

## Bevölkerungsentwicklung
Für die Ortschaft ermittelte man folgende Einwohnerzahlen:
- 1869: 2 Häuser, 10 Einwohner[3]
- 1880: 2 Häuser, 7 Einwohner[4]
- 1890: 2 Häuser, 8 Einwohner[5]
- 1900: 2 Häuser, 11 Einwohner[6]
- 1910: 1 Haus, 10 Einwohner[7]
- 1923: 1 Haus, 8 Einwohner[8]
- 1934: 9 Einwohner[9]
- 1961: 1 Haus, 4 Einwohner[10]
- 2001: 0 Gebäude; 0 Einwohner, 0 Haushalte, 0 Arbeitsstätten, 0 land- und forstwirtschaftliche Betriebe[11]
- 2011: 0 Gebäude, 0 Einwohner, 0 Haushalte, 0 Arbeitsstätten[12]
- 2021: 0 Gebäude, 0 Einwohner, 0 Haushalte, 0 Arbeitsstätten[13]

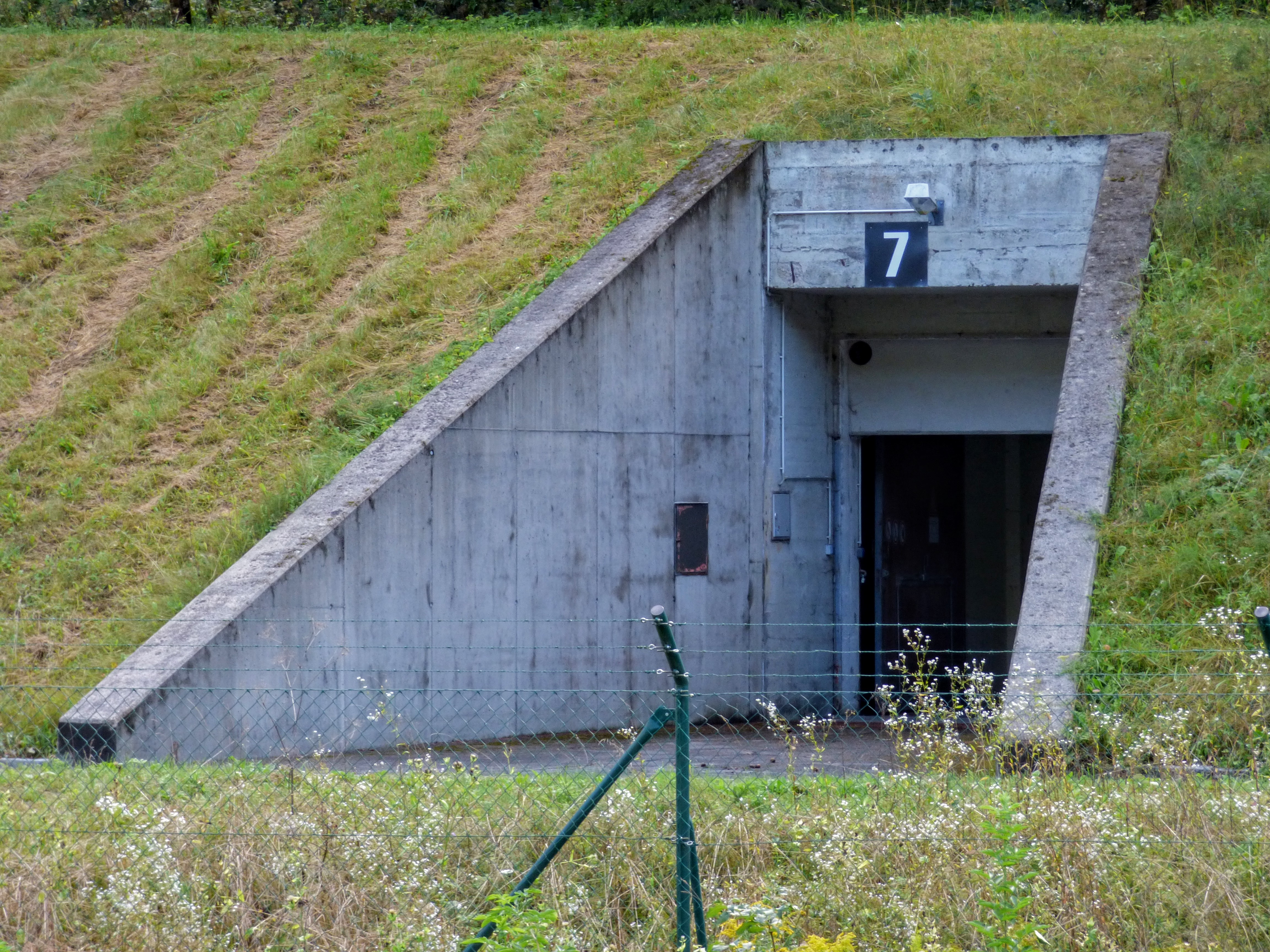
Munitionslager Zwischenbergen
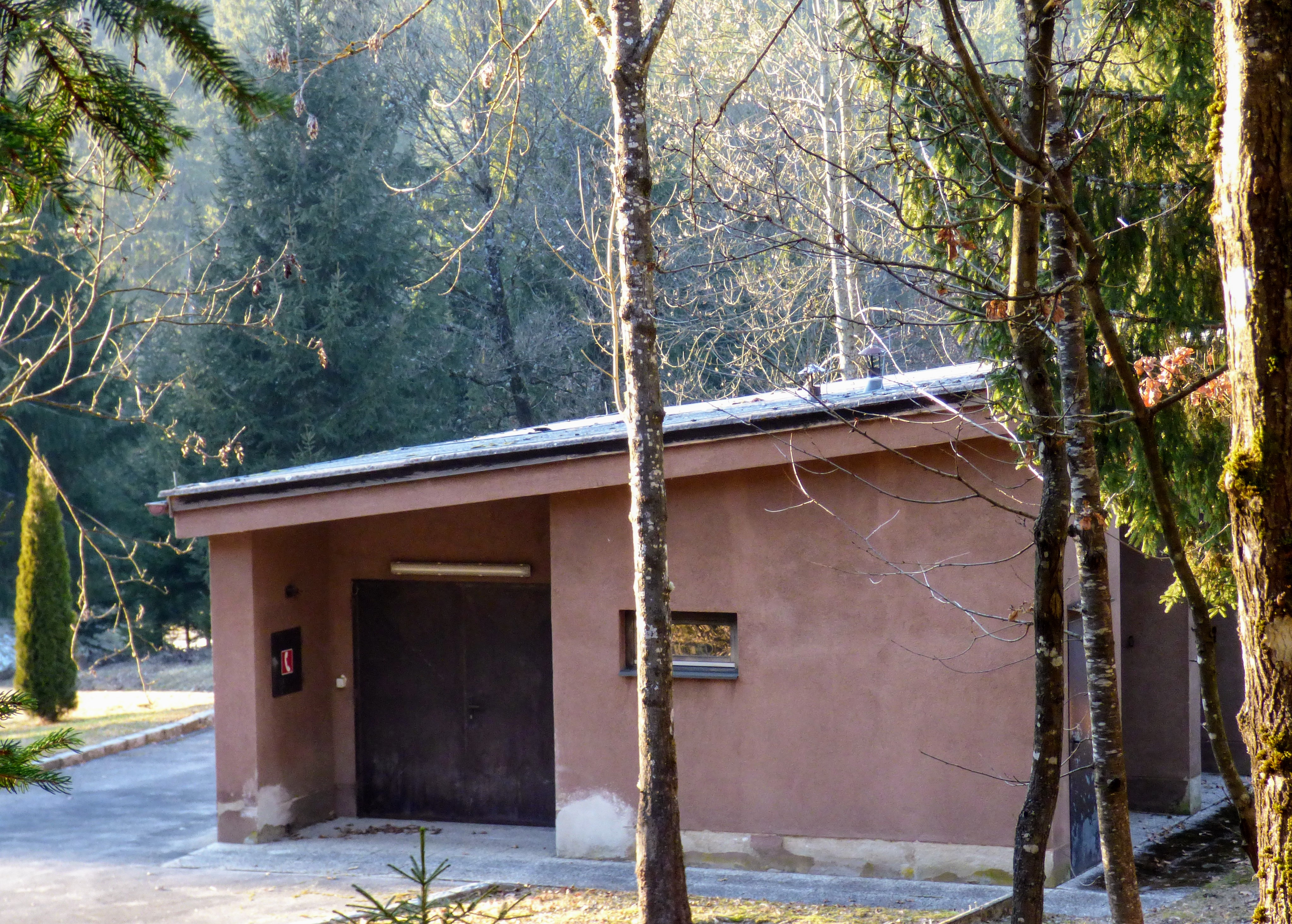
Munitionslager Zwischenbergen
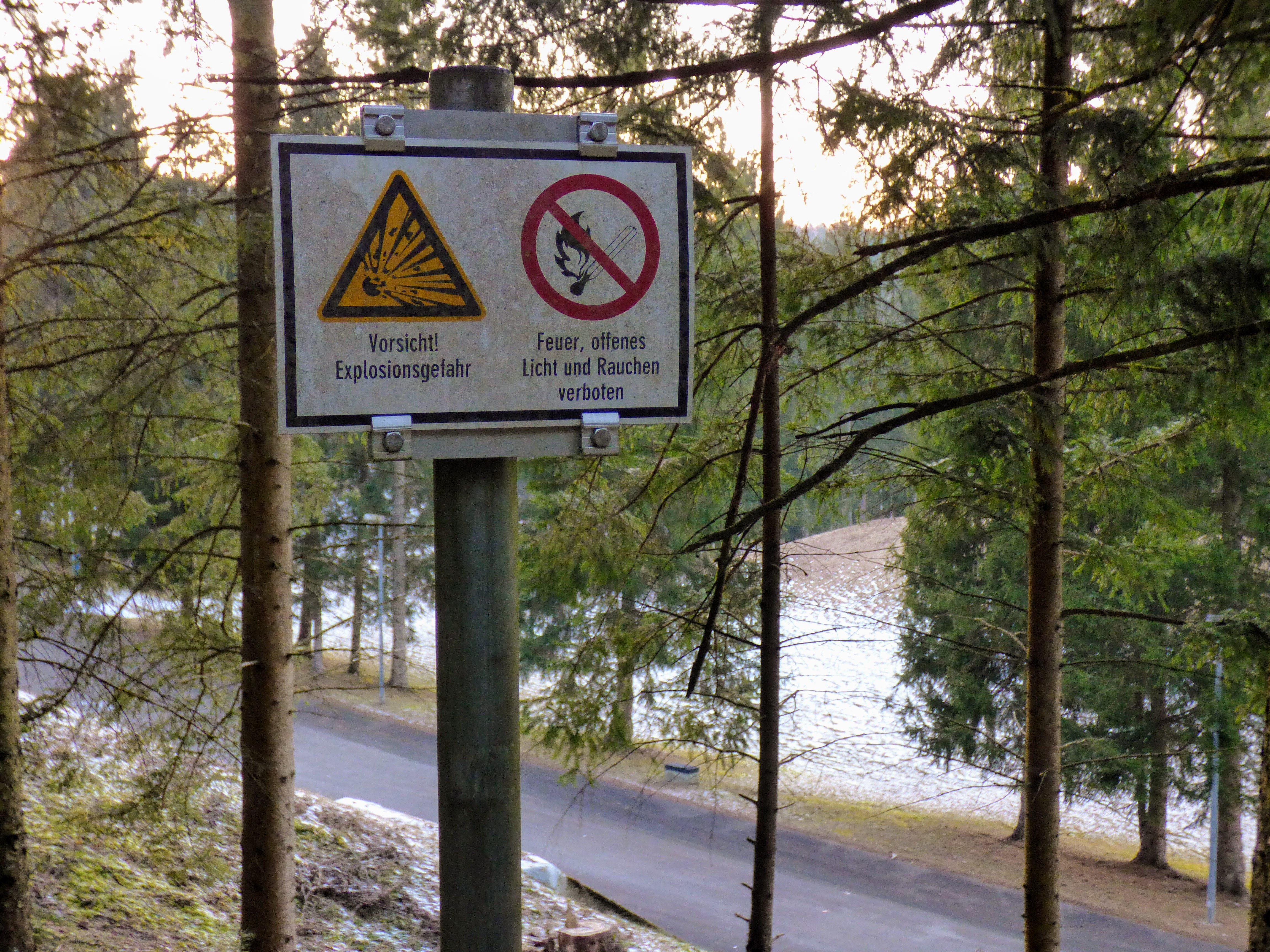
Warnschild Zwischenbergen